# SN 2004dz
SN 2004dz – supernowa typu Ia odkryta 20 sierpnia 2004 roku w galaktyce A025736-1010. W momencie odkrycia miała maksymalną jasność 18,60m.